# Singles (série télévisée)
Pour les articles homonymes, voir Single.
Singles (typographiée S1NgLEs) est une série télévisée grecque en 75 épisodes de 50 minutes créée par Yorgos Fidas et réalisée par Panayotis Kravas, diffusée entre 2005 et 2008 sur Mega Channel.
Cette série est inédite dans les pays francophones.

## Distribution
- Panayiota Vlanti : Maro
- Maximos Moumouris : Orestis
- Maria Solomou : Rania
- Odysseas Papaspiliopoulos : Arthouros
- Sunny Hatziargyri : Lila
- Stamatis Zakolikos : Spiros
- Antonis Fragakis : Loukas
- Leonardo Sfontouris : Petros
- Christina Panayotidou : Gogo
- Marinos Desillas : Miltos
- Vana Rambota : Irini
- Yorgos Haleplis : M. Kostas
- Konstadina Tzortzi : Ketty
- Regina Pantelidi : Nantia
- Dimitris Voyatzis : Fontas

## Épisodes

### Première saison (2005-2006)
1. Titre français inconnu (Dio portes exei i zoi)
2. Titre français inconnu (Rantevou me to pepromeno)
3. Titre français inconnu (I mirea ton antitheton elxis)
4. Titre français inconnu (Test polaplon epilogon)
5. Titre français inconnu (Skines apo 3 savvata)
6. Titre français inconnu (Ola ena)
7. Titre français inconnu (skeletoi stin ntoulapa mas)
8. Titre français inconnu (I epoxi tou fovou)
9. Titre français inconnu (Amarties goneon...)
10. Titre français inconnu (...Pedeuousi tekna)
11. Titre français inconnu (I theoria tis lak)
12. Titre français inconnu (Monaxia mou ola)
13. Titre français inconnu (Aproopta)
14. Titre français inconnu (Ta fenomena apatoun)
15. Titre français inconnu (kat eikona ki omiosi)
16. Titre français inconnu (Tharros h alithia)
17. Titre français inconnu (Xoris oikogenia)
18. Titre français inconnu (Ma pou pigan oloi oi antres?)
19. Titre français inconnu (Fantasmata apo to parelthon)
20. Titre français inconnu (Happy End)
21. Titre français inconnu (2-1)

### Deuxième saison (2006-2007)
1. Titre français inconnu (Ena akoma)
2. Titre français inconnu (Kinigontas to ouranio toxo)
3. Titre français inconnu (Grammes kai apostaseis)
4. Titre français inconnu (Simplironontas ta kena)
5. Titre français inconnu (Δίχτυα)
6. Titre français inconnu (Allos gia ti varka mas?)
7. Titre français inconnu (Kai i orxistra sinexise na paizei)
8. Titre français inconnu (Kinigito)
9. Titre français inconnu (Fotografies apo to parelthon)
10. Titre français inconnu (Oi aparaitites profilaxeis)
11. Titre français inconnu (Zitima optikis gonias)
12. Titre français inconnu (Grammata ston Ai Vasili)
13. Titre français inconnu (Xoristoi Kosmoi)
14. Titre français inconnu (Gia ta lefta ta kanis ola)
15. Titre français inconnu (I Agapi Einai Periergo Pragma)
16. Titre français inconnu (Kapoios Na Mas Prosexei)
17. Titre français inconnu (Gialinos Kosmos)
18. Titre français inconnu (Alter Ego)
19. Titre français inconnu (Erotika trigona)
20. Titre français inconnu (Kinoumenoi Stoxoi)
21. Titre français inconnu (Pagideumenoi)
22. Titre français inconnu (Oneira kai efialtes meros I)
23. Titre français inconnu (Oneira kai efialtes meros II)
24. Titre français inconnu (Alithies kai psemata)
25. Titre français inconnu (Happy End)
26. Titre français inconnu (Adelfia alites kai apodimitika poulia)
27. Titre français inconnu (Apokalipsi tora)
28. Titre français inconnu (Pexnidia tis tixis)

### Troisième saison (2007-2008)

#### Saison Singles 2 ½
Cette saison est composée de 11 épisodes.

#### Saison Singles 3
Cette saison est composée de 15 épisodes.